# Thesaurus Euonymi Philiatri De remediis secretis
Trésor des remèdes secrets
Le Thesaurus Euonymi Philiatri De remediis secretis est un manuel de distillation de matières médicales, publié en latin en 1552 à Zurich, puis à Lyon de 1554 à 1559, en latin et français, sous le nom de Trésor des remèdes secrets par Evonyme Philiastre. L'ouvrage, écrit par le naturaliste et polygraphe suisse Conrad Gesner, est publié sous le pseudonyme d'Evonyme Philiastre. C'est une revue de synthèse des travaux sur les techniques de distillation et de leurs applications thérapeutiques.

## Contenu
L'ouvrage, annonciateur du renouveau paracelsien qui devait gagner la France, connut un succès rapide. Il se définit comme un livre des secrets quoiqu'il renvoie plus à des œuvres médicales universitaires qu'aux secrets artisanaux populaires, comme peut le faire l'ouvrage de  référence du genre, De' Secreti del R.D. Alessio Piemontese (1555), dû à l'humaniste vénitien Girolamo Ruscelli.
La version allemande de l'ouvrage paraît en 1555 chez Andreas Gesner à Zurich, et l'année suivante paraissent à Venise une édition latine et une première traduction en italien. En France, l'ouvrage et sa traduction sont de vrais succès commerciaux puisque de 1554 à 1559, l'ouvrage connaît douze éditions, huit latines et quatre françaises. La première traduction française est le fait de l'érudit Barthélemy Aneau (chez Balthazar Arnoullet).
Un second tome, posthume du Thesaurus de remedis secretis de Gesner, sera traduit et adapté en français par Jean Liebault sous le titre de Quatre livres des secrets et de la philosophie chimique (1573).

### Rapports complexes à Paracelse
Conrad Gesner s'était forgé très tôt une opinion très défavorable de Paracelse, tant en raison des excentricités du personnage que de ses opinions théologiques. Dans une Lettre sur Paracelse, le naturaliste protestant note « Dès qu'il avait un peu d'argent, il se hâtait d'aller le dépenser soit en jouant soit en buvant. Il se vantait même de n'avoir jamais été soigner un malade avant d'avoir tout dépensé ». Sur le plan théologique, Gesner accusait Paracelse de magie démoniaque et d'arianisme car, selon lui, il ne reconnaissait pas la divinité du Christ. 
Mais l'opposition de Gesner au paracelsisme n'était pas systématique. En particulier, il reconnaît volontiers la valeur des remèdes paracelsiens, comme les préparations métalliques qui réussissaient là où échouaient les remèdes galéniques.
Au fil du temps, il passa d'une critique radicale de la doctrine théologique de Paracelse, à une acceptation des remèdes alchimiques. Il développa un rapport d'admiration et d'exécration à Paracelse qui explique qu'il ait publié anonymement son ouvrage Thesaurus Euonymi Philiatri De remediis secretis pour donner ses remèdes paracelsiens de médecine distillatoire. Ce compendium comprenait des recettes médicales d'alchimistes médiévaux et de préparations métalliques qu'il jugeait efficaces. Gesner, contrairement à Paracelse, ne rejetait pas la médecine d'Hippocrate et Galien. Car si la médecine antique ignorait les remèdes distillés, Gesner pouvait produire des distillats médicinaux en restant fidèle à l'esprit de la culture humaniste puisque la distillation était conçue comme une extraction de la partie subtile et pure, thérapeutiquement efficace, de la matière médicale galénique.
Notons d'ailleurs que le premier emploi du mot chimie en français, au sens moderne, se trouve dans la traduction française de Barthélemy Aneau :
| L'art Chimique (c'est-à-dire extraction des sucs et bonnes humeurs) que diversement on appelle Chymie, Alchymie (Tresor[2], sommaire) |
Traduit du latin : « Chymistica ars quá chymiá, alchymiá...» (Thesaurus).

La chimie et l’alchimie ne seront pas distinguées avant la seconde moitié du XVIIe siècle. Cette équivalence s'estompera peu à peu, avec le désir d'employer le terme de « chimie » en médecine, pour se démarquer de l'alchimie qui renvoie aux techniques d'amélioration des métaux et de fabrication de l'or.

### Sources

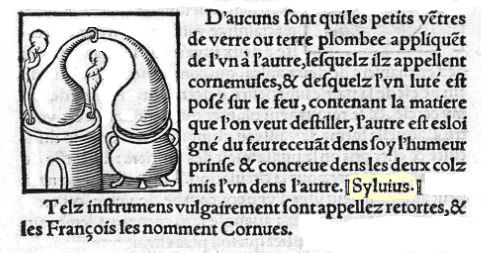
Cornue, avec les explications provenant de Sylvius (Tresor des remedes secretz, chap.).

Le Trésor des remèdes secrets est fait de nombreuses citations d'auteurs, ou plus exactement est composé de sections se terminant par le nom d'un auteur (voir illustration ci-contre, mentionnant Sylvius). Il passe en revue les travaux majeurs des trois siècles passés sur le sujet et en propose une synthèse originale. La préface recense honnêtement « les auteurs alleguez en ce livre », en une  longue liste occupant trois pages: en quelque sorte, l'ancêtre de la bibliographie moderne, bien qu'on n'y trouve que très peu de titres d'ouvrages.
Les travaux les plus abondamment cités sont ceux de l'apothicaire strasbourgeois Hieronymus Brunschwig (qui, dit-il, « est le premier en langue Germanique [ayant] escrit des eaux distillées »), du médecin Sylvius (Jacques Dubois) pour « ses commentaires sur Mesué & ses livres de la préparation & composition des simples médicaments », et de Cardan ; puis viennent Raymond Lulle, pour « un livre très docte et très bon, De la Quintessence » ; le médecin et botaniste siennois Mattioli, pour « son livre de la vérolle & ses commentaires Italiques sur Dioscoride » et le chirurgien d'Al-Andalus, Bulcasis (Abulcasis, Abu Al-Qasim).

### Techniques
Après une préface puis la liste des auteurs cités, le chapitre premier commence d’emblée par la définition suivante :
| Chapitre premier. Distillation... est extraction de la plus subtile humeur hors du suc, par vertu de la chaleur [Sylvius]. Distillation par ascens ou par montee, s'appelle ainsi quand les vapeurs en sus eslevees & la congelees se distillent en eau [lui-même]. |
Sylvius est le nom latin d'un célèbre médecin et anatomiste, Jacques Dubois (1478-1555).
Depuis le XIIe siècle, les apothicaires européens distillaient les plantes médicinales et quelques produits organiques pour en extraire la partie la plus subtile et pure, la seule thérapeutiquement efficace à leurs yeux. Comme ses contemporains, Gesner adopte une définition de la distillation plus large que celle qui existe maintenant. Cette dernière correspond à la distillation faite par le feu, par escens (voir Liber de arte distillandi de simplicibus de H. Brunschig). Il existait aussi une « distillation par filtre » (chap. XIV) ou par la chaleur du soleil ou du crottin et de nombreuses techniques de rectification, de digestion, fermentation, putréfaction (chap. XII), etc.

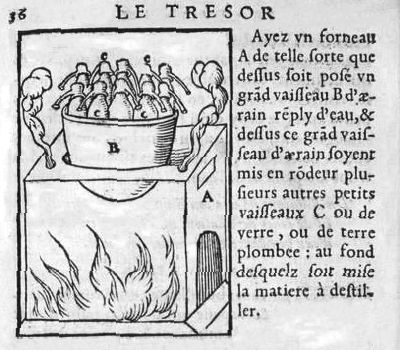
Distillation au bain-marie, avec de multiples cucurbites C (recevant le substrat à distiller), placées dans un récipient B d'eau chaude (les fioles pour la réception du distillat ne sont pas représentées).

Le liquide obtenu par distillation, ou distillat, était appelé « eau distillée ». La distillation d'une plante aromatique ou très parfumée, si elle est bien conduite, donne une eau florale (avec éventuellement la présence d'huile essentielle). La plus connue est l'eau de rose, venant des Arabes et décrite par Avicenne.
Avec divers auteurs, Gesner revient à plusieurs reprises sur le problème de savoir pourquoi certains distillats conservent les vertus des simples d'où ils sont tirés alors que d'autres les ont perdues (« pource qu'elles sont défaillantes de la propre odeur & saveur de leurs simples », chap. II). Ainsi, l'eau d'absinthe ne sent pas l'absinthe mais semble douceâtre.
Après une présentation des différentes techniques de distillation, Gesner conseille la distillation au bain-marie (c'est-à-dire en plaçant les cucurbites dans de l'eau tiède) dans des alambics de verre. Par contre, prévient-il, les produits distillés dans des alambics de plomb, au feu direct, sont gâtés par des odeurs de fumée et de brûlé [arsure].
Bien conduire une distillation n'était pas chose facile à cette époque, car l'opérateur ne disposait pas d'appareils de contrôle aussi basiques que le thermomètre ou l'alcoomètre.  Il ne savait pas non plus que la distillation du vin consistait à concentrer une substance pure qui existait dans le vin, et qui était de plus en plus concentrée par des distillations successives. Lorsque Cartier propose en 1783 un aréomètre ou pèse-liqueur, il indique que, pour distinguer l'eau-de-vie simple de l'eau-de-vie rectifiée et l'esprit de vin : « le plus ou moins de parties spiritueuses inflammables que contiennent ces Liqueurs, forme la différence de leur titre ». Ces parties spiritueuses inflammables correspondront bientôt avec les notions d'alcool pur puis d'éthanol.
Avant ces avancées de la chimie, la méthode utilisée est ainsi décrite par Gesner.
| De l'eau ardente ou eau-de-vie simple. On peut connaître si l'eau ardente est assez distillée (jusqu'à la quatrième fois) et purgée de tout phlegme, si étant allumée, elle se consume toute en flamme tellement que nulle apparence d'humidité ne reste au fond, ou si un linge baigné dans celle-ci point ne brûle ; ce qui est l'indice de plus grande perfection, comme cette épreuve aussi quand une goutte d'huile jetée dedans descend au fond (Tresor[2], chap. XV). |

### Applications thérapeutiques

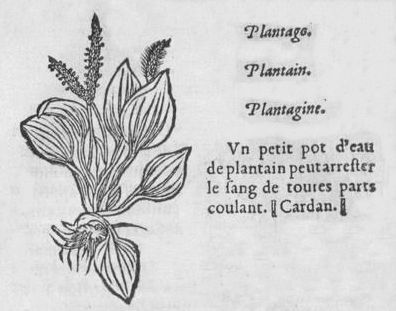
Eau de plantain.

Gesner donne les propriétés médicinales des « eaux distillées » (distillats) de différentes plantes. Par exemple, le plantain, qui est réputé hémostatique à action rapide sur les blessures depuis l'Antiquité (Dioscoride, M.M. II, 126), produit une « eau » exaltant les mêmes propriétés thérapeutiques :
| Plantago, Plantain, Plantagine. Un petit pot d'eau de plantain peut arrêter le sang de toutes parts coulant [Cardan] (Tresor[2], chap. VI). |

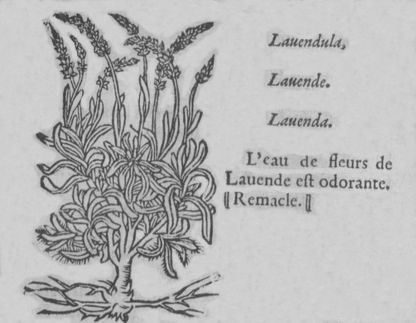
Eau de lavande.

Gesner enregistre aussi les progrès dans la production de distillat de plantes aromatiques. Il mentionne comment séparer l'hydrolat de l'huile essentielle de la lavande aspic :
| Huyle d'Aspic. Du livre de François Fournier. Metz seicher au Soleil quelque peu de temps les herbes, ou plustost les fleurs d'aspic, ou de lavende puis en tire l'eau en un Alembic. Icelle eau durant l'été mise au Soleil en lieu tréchaut, iecte un huyle en superficialité, lequel de fois à autre séparé de l'eau tu garderas. Car il sent tresbon & est utile contre diverses maladies, mesmement froides, & oste les douleurs (Tresor[2], chap. LVIII). |
À la surface du distillat surnage une huile que l'on sépare et met de côté de temps à autre. Cette fraction très odorante est appelée de nos jours de l'huile essentielle.
C'est à cette époque que l'on commence à avoir des témoignages sur la production d'huile d'aspic en Provence. L'apothicaire strasbourgeois Hieronymus Brunschwig en fait mention, ainsi que son compatriote Walter Ryff. Dans Nouveau livre de la distillation (Das newe Distillier Buch), en 1556, Ryff évoque l'industrie des huiles essentielles de France, en particulier l'huile d'aspic « L'huile d'aspic ou lavande arrive régulièrement chez nous, en provenance de la Provence française, vendue à prix élevé dans de petites bouteilles ».
Mais Gesner ne distille pas que des plantes. Il décrit aussi la distillation du soufre ou du vitriol (p. 331), dont il tire une huile de vitriol. Les chimistes des siècles suivants établiront que le vitriol romain utilisé est du sulfate de fer FeSO4 et que l’huile de vitriol est de l’acide sulfurique H2SO4. Il indique que « cette liqueur est utile à l’estomac dolent, aux lépreux, aux pierreux… ».

### Eau ardente
L'eau-de-vie (ou eau ardente), obtenue par distillation du vin, était connue et utilisée principalement par les chirurgiens. D'après Arnaud de Villeneuve, nous dit-il (chap. XVI), elle servait pour « rompre les apostèmes » (percer les abcès), pour amender les yeux rougissants, restreindre le larmoiement et convenait merveilleusement bien aux maniaques et mélancoliques. Elle était aussi utilisée pour faire des alcoolats et entrait dans la composition des onguents.
Gesner évoque un autre usage voué à un très bel avenir, mais qui reste pour l'instant encore anecdotique. D'après Raymond Lulle, dit-il, l'eau ardente était utilisée par les gens de guerre pour fortifier le courage dans les combats. Étant donné la structure des alambics utilisés (et bien décrits dans divers ouvrages), il est probable que cette eau-de-vie devait avoir un fort goût de flegme. Aussi, pour devenir une boisson récréative au siècle suivant, on l'arômatisera fortement avec des épices. Le glissement du remède à la boisson est perceptible dans la recette suivante (chapitre XXXe) donnée par Gesner : prendre matin et soir de l'eau-de-vie, dans laquelle on a fait macérer du romarin, de la cannelle, girofle, gingembre & macis, et deux ou trois florins d'or, car elle « ôte divers genre de maladies et restaure la jeunesse ».

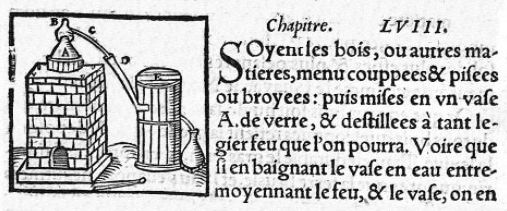
La cucurbite A contient les plantes broyées à distiller, le chapiteau de verre B bien luté envoie les vapeurs par un tuyau D, à travers un tonnelet E, rempli d'eau fraîche, où elles se condensent en « eau ou en huile ».

En usage interne, elle était distillée deux fois dans un alambic. Par rapport au Petit Livre de la Distillation de Brunschwig de 1500, on perçoit quelques progrès des systèmes de refroidissement qui maintenant sont représentés soit avec passage du tuyau de décharge à l'horizontale ou par un serpentin, dans un tonneau d'eau froide (voir figure ci-contre), ou en enfermant le chapiteau dans un récipient d'eau froide. Gesner cite la description de Jacobus Sylvius et précise :« nous avons vu divers vaisseaux à distiller l'eau ardente dépeinte par Gauthier, Ryffi & André Lonicer ». Ces diverses techniques de refroidissement encore balbutiantes sont pourtant essentielles pour produire de l'eau-de-vie, « à fin que l'eau tirée du vin ne sente la brulure du feu », comme semble le percevoir Gesner.